# Messerschmitt Me 334
De Messerschmitt (Lippisch) Me 334 is een project voor een jachtvliegtuig ontworpen door de Duitse vliegtuigontwerper Messerschmitt.
Dit project werd opgezet om een jachtvliegtuig dat oorspronkelijk zou worden uitgerust met een straalmotor te voorzien van een standaard zuigermotor. Men koos voor een Daimler-Benz DB605A-C vloeistofgekoelde lijnmotor. Het werd opgezet omdat men al sinds mei 1942 zat te wachten op een raketmotor voor het Me 163B V1 prototype. De problemen met de levering van de raketmotor werden naargelang de oorlog zich voort sleepte alleen maar groter. Lippisch koos ervoor om een met een zuigermotor uitgeruste uitvoering van de Lippisch P 01 te ontwikkelen. De vleugel was in het midden van de romp geplaatst en voorzien van een pijlstand van 23,4 graden. Het richtingsroer was tegen de onderkant van de romp geplaatst en zo zorgde men ervoor dat de piloot een uitstekend uitzicht naar achteren had. Het was voorzien van een stootblok om het tijdens de start en landing te beschermen. Er was gekozen voor een neuswiellandingsgestel. Het hoofdlandingsgestel trok binnenwaarts op in de vleugel en vleugelwortels en het neuswiel klapte naar achteren in de rompneus. De bewapening zou bestaan uit twee 13 mm MG 131 machinegeweren in de rompneus. Er was een korte romp toegepast met een grote cockpit. De radiator voor de motor was in de rompneus aangebracht. De propeller was in de achterkant van de romp geplaatst en werd via een lange as die door de gehele romp liep aangedreven. De propeller had een diameter van 3 m.
De verdere ontwikkeling werd stopgezet toen Lippisch verder kon gaan met de ontwikkeling van de Lippisch P.20 met straalmotor.
Vooroorlogse ontwerpen:
S 7 ·
S 8 ·
S 9 ·
S 10 ·
S 13 ·
S 14 ·
S 15 ·
S 16 ·
M 17 ·
M 18 ·
M 19 ·
M 20 ·
M 21 ·
M 22 ·
M 23 ·
M 24 ·
M 25 ·
M 26 ·
M 27 ·
M 28 ·
M 29 ·
M 30 ·
M 31 ·
M 33 ·
M 35 ·
M 36 · 
M 37
Ontwerpen 1933-1945:
Bf 108 · 
Bf 109 ·
Bf 109TL ·
Bf 109Z ·
Bf 110 ·
Bf 161 ·
Bf 162 ·
Me 163 · 
Me 209 ·
Me 210 ·
Me 261 ·
Me 262 · 
Me 263 ·
Me 264 · 
Me 265 · 
Me 290 · 
Me 309 ·
Me 309Z ·
Me 321 · 
Me 323 · 
Me 328 · 
Me 334 ·
Me 410 · 
Me 509 · 
Projecten tot 1945:
P.1051 ·
P.1062 ·
P.1065 ·
P.1070 ·
P.1073 ·
P.1092 ·
P.1095 ·
P.1099 ·
P.1100 ·
P.1101 ·
P.1102 ·
P.1103 ·
P.1104 ·
P.1106 ·
P.1107 ·
P.1108 ·
P.1109 ·
P.1110 ·
P.1111 ·
P.1112
Libelle ·
Schwalbe ·
Wespe ·
P.08.01 ·
Zerstörer Project II
Overig:
C-44